# Kanton Cayres
Kanton Cayres (fr. Canton de Cayres) je francouzský kanton v departementu Haute-Loire v regionu Auvergne. Tvoří ho osm obcí.

## Obce kantonu
- Alleyras (část)
- Le Bouchet-Saint-Nicolas
- Cayres
- Costaros
- Ouides
- Saint-Didier-d'Allier
- Saint-Jean-Lachalm
- Séneujols